# دوغلاس دوس سانتوس (لاعب كرة قدم)
دوغلاس دوس سانتوس هو لاعب كرة قدم برازيلي، ولد في 2 فبراير 1991 في أرابيراكا في البرازيل. لعب مع VSI Tampa Bay FC ‏.